# 官户台遗址
官户台遗址，位于中国青海省民和县新民乡官户台村，为青海省民和县县级文物保护单位，公布日期为1975年8月1日，类型为古遗址。
官户台遗址的历史年代为新石器时代、半山类型。